# 사죄의 왕
《사죄의 왕》(일본어: 謝罪の王様)은 2013년 공개된 일본의 코미디 영화이다.

## 출연

### 주연
- 아베 사다오
- 이노우에 마오
- 다케노우치 유타카
- 오카다 마사키

### 조연
- 오노 마치코
- 아라카와 요시요시
- 하마다 가쿠
- 마츠
- 카와구치 하루나
- 스즈키 노부유키
- 코마츠 카즈시게
- 카사하라 히데유키
- 마츠유키 야스코
- 타카하시 카츠미
- 오노 타케히코
- 하마다 마리
- 미나미
- 마토부 세이
- 에모토 토키오
- 노마구치 토오루
- 록카쿠 세이지
- 나카노 히데오
- 시라이 아키라
- 시마다 큐사쿠
- 이케다 테츠히로
- 나카무라 야스히
- 이와마츠 료
- 츠카야마 마사네
- 히로세 스즈